# USS Astoria (CL-90)
Pour les autres navires du même nom, voir USS Astoria.
L'USS Astoria (CL-90) est un croiseur léger de classe Cleveland entré en service dans l'United States Navy durant la Seconde Guerre mondiale.

## Caractéristiques
La classe Cleveland est la classe de croiseurs la plus nombreuse jamais construite : ce sont 29 navires (dont 2 substantiellement modifiés) sur les 52 initialement prévus qui entrent en service dans l'United States Navy, plus 9 autres convertis en porte-avions légers. Ils sont conçus pour respecter le second Traité naval de Londres signé en 1936. Le blindage est sensiblement le même que la classe précédente, la classe St. Louis. L'armement principal du Astoria est constitué de quatre tourelles triples de canons de 6 pouces de 47 calibres. Six tourelles doubles de canons de 5 pouces de 38 calibres à usage double sont installées en diamant afin de couvrir une large zone. Enfin, l'armement antiaérien est composé de quatre tourelles quadruples et six tourelles doubles de canons de 40 mm Bofors et de 10 canons de 20 mm Oerlikon.

## Histoire
L'USS Astoria est lancé en 1943 et rejoint la Task Force 38 en novembre 1944, après avoir subi plusieurs tests durant l'été. Servant d'escorte antiaérienne aux porte-avions, l'Astoria participe à plusieurs opérations en mer de Chine méridionale, avant de rejoindre, début juillet 1945, les forces chargées de bombarder le Japon. Après la guerre, il croise au large du Japon et de la Chine, avant d'être retiré du service actif en 1949, et démoli en 1971.

## Récompenses
L'USS Astoria a reçu cinq battle stars pour son service lors de la Seconde Guerre mondiale.